# Politique dans le Bas-Rhin
Le département français du Bas-Rhin est un département créé le 4 mars 1790 en application de la loi du 22 décembre 1789, à partir de l'ancienne provinces d'Alsace. Les 514 actuelles communes, dont presque toutes sont regroupées en intercommunalités, sont organisées en 23 cantons permettant d'élire les conseillers alsaciens. La représentation dans les instances régionales est quant à elle assurée par 36 conseillers régionaux. Le département est également découpé en 9 circonscriptions législatives, et est représenté au niveau national par neuf députés et cinq sénateurs. 
Son territoire, entre 1870 et 1918 et entre 1940 et 1945, a cependant appartenu à l'Allemagne.
De 1945 à 2015, la droite a remporté chacune des élections cantonales visant à élire le Conseil départemental du Bas-Rhin. En 2021, la collectivité fusionne avec son homologue du Haut-Rhin et est remplacée par le Conseil départemental d'Alsace.

## Histoire politique
À la suite du Traité de Paris de 1815, le département perd les cantons de Bergzabern, Candel, Dahn et Landau.

## Représentation politique et administrative

### Préfets et arrondissements

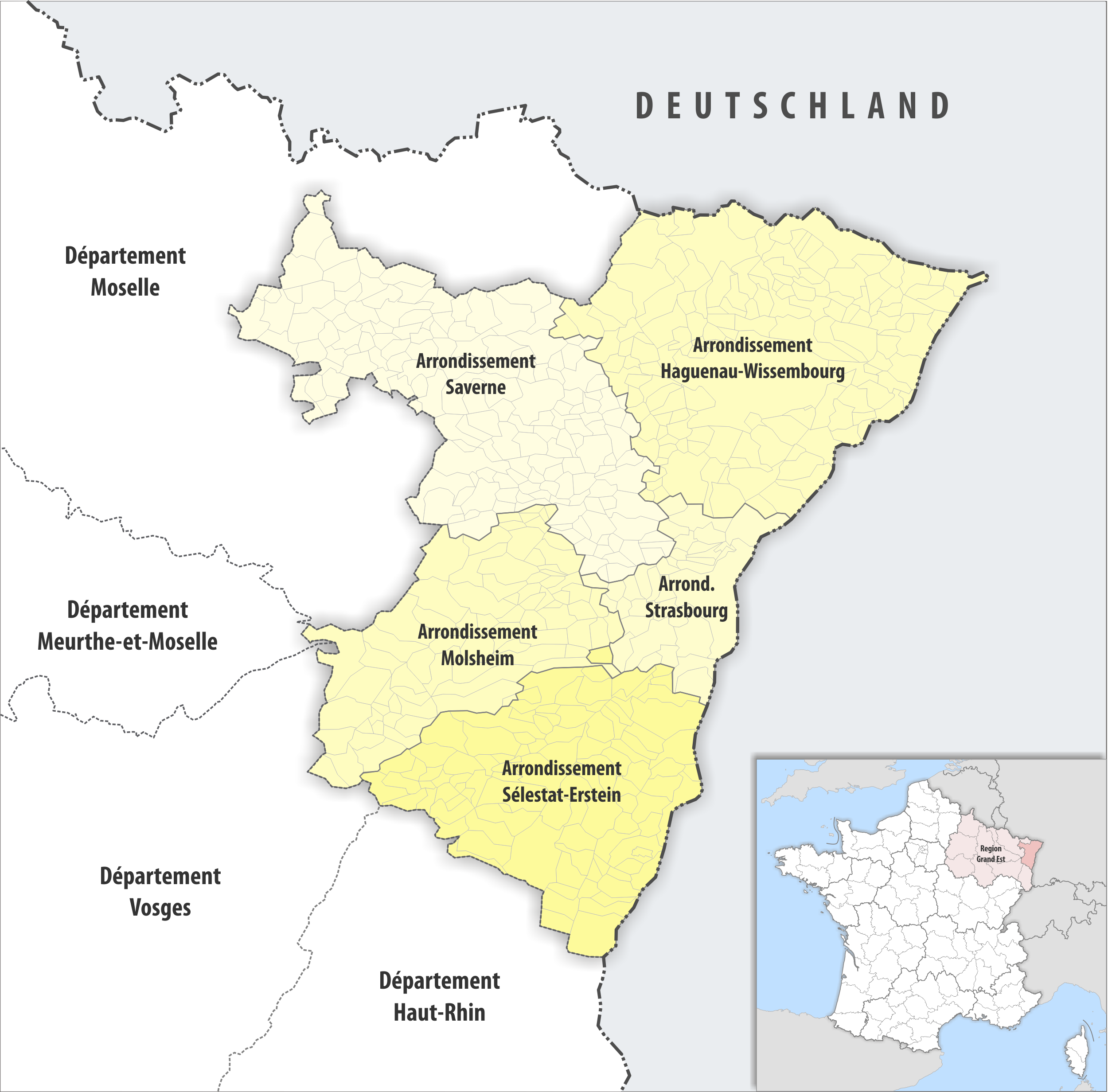
Arrondissements du département

La préfecture du Bas-Rhin est localisée à Strasbourg. Le département possède en outre quatre sous-préfectures à Haguenau, Molsheim, Saverne et Sélestat.

### Députés et circonscriptions législatives

Députés du Bas-Rhin en 2024.

| Circ. | Nom                 |  | Parti | Groupe                      | Suppléant              |
| ----- | ------------------- |  | ----- | --------------------------- | ---------------------- |
| 1re   | Sandra Regol        |  | LÉ    | Écologiste et social        | Lucas Leloup           |
| 2e    | Emmanuel Fernandes  |  | LFI   | La France insoumise         | Mireille Cassone       |
| 3e    | Thierry Sother      |  | PS    | Socialistes et apparentés   | Flora Fiegel           |
| 4e    | Françoise Buffet    |  | RE    | Ensemble pour la République | Mikaël Poutiers        |
| 5e    | Charles Sitzenstuhl |  | RE    | Ensemble pour la République | Monique Jung-Gengenwin |
| 6e    | Louise Morel        |  | MoDem | Les Démocrates              | Xavier Muller          |
| 7e    | Patrick Hetzel      |  | LR    | Droite républicaine         | Éliane Kremer          |
| 7e    | Éliane Kremer       |  | LR    | Droite républicaine         | –                      |
| 7e    | Patrick Hetzel      |  | LR    | Droite républicaine         | Éliane Kremer          |
| 8e    | Théo Bernhardt      |  | RN    | Rassemblement national      | Jean-François Delanoue |
| 9e    | Vincent Thiébaut    |  | HOR   | Horizons et indépendants    | Carine Steinmetz       |

### Sénateurs
| Nom                   |  | Parti | Groupe                                 | Autres mandats (passés ou actuels)                                                      |
| --------------------- |  | ----- | -------------------------------------- | --------------------------------------------------------------------------------------- |
| Jacques Fernique      |  | LÉ    | Écologiste - Solidarité et territoires | Conseiller régional d'Alsace, conseiller municipal de Geispolsheim                      |
| Elsa Schalck          |  | LR    | Les Républicains                       | Conseillère régionale du Grand Est                                                      |
| André Reichardt       |  | LR    | Les Républicains                       | Conseiller régional d'Alsace puis du Grand Est, maire de Souffelweyersheim              |
| Laurence Muller-Bronn |  | LR    | Les Républicains                       | Maire de Gerstheim                                                                      |
| Claude Kern           |  | UDI   | Union centriste                        | Conseiller régional du Grand Est, maire de Gries et président de la CC de la Basse Zorn |

### Conseillers départementaux

Cantons et affiliations à l'issue des élections de 2021.

| Canton                 | Conseiller Sortant         | Parti | Parti | Conseiller Élu             | Parti | Parti |
| ---------------------- | -------------------------- | ----- | ----- | -------------------------- | ----- | ----- |
| Bischwiller            | Denis Hommel               |       | LR    | Michel Lorentz             |       | DVC   |
| Bischwiller            | Nicole Thomas              |       | DVD   | Christelle Isselé          |       | DVC   |
| Bouxwiller             | Étienne Burger             |       | DVD   | Étienne Burger             |       | DVD   |
| Bouxwiller             | Marie-Paule Lehmann        |       | LR    | Marie-Paule Lehmann        |       | LR    |
| Brumath                | Étienne Wolf               |       | LR    | Étienne Wolf               |       | LR    |
| Brumath                | Christiane Wolfhugel       |       | LR    | Christiane Wolfhugel       |       | LR    |
| Erstein                | Laurence Muller-Bronn      |       | LR    | Laurence Muller-Bronn      |       | LR    |
| Erstein                | Denis Schultz              |       | UDI   | Denis Schultz              |       | UDI   |
| Haguenau               | Isabelle Dollinger         |       | LR    | Isabelle Dollinger         |       | LR    |
| Haguenau               | André Erbs                 |       | DVD   | André Erbs                 |       | DVD   |
| Hœnheim                | Vincent Debes              |       | LR    | Vincent Debes              |       | LR    |
| Hœnheim                | Cécile Van Hecke-Delattre  |       | UDI   | Cécile Van Hecke-Delattre  |       | UDI   |
| Illkirch-Graffenstaden | Alfonsa Alfano             |       | LR    | Elisabeth Dreyfus          |       | LR    |
| Illkirch-Graffenstaden | Yves Sublon                |       | DVD   | Yves Sublon                |       | DVD   |
| Ingwiller              | Nadine Holderith-Weiss     |       | LR    | Valérie Ruch               |       | DVD   |
| Ingwiller              | Marc Séné                  |       | LR    | Marc Séné                  |       | LR    |
| Lingolsheim            | Catherine Graef-Eckert     |       | LR    | Catherine Graef-Eckert     |       | LR    |
| Lingolsheim            | Sébastien Zaegel           |       | LR    | Sébastien Zaegel           |       | LR    |
| Molsheim               | Chantal Jeanpert           |       | UDI   | Chantal Jeanpert           |       | UDI   |
| Molsheim               | Philippe Meyer             |       | LR    | Philippe Meyer             |       | LR    |
| Mutzig                 | Frédéric Bierry            |       | LR    | Frédéric Bierry            |       | LR    |
| Mutzig                 | Christine Moritz           |       | DVD   | Monique Houlne             |       | DVD   |
| Obernai                | Nathalie Kaltenbach-Ernst  |       | LR    | Nathalie Kaltenbach-Ernst  |       | LR    |
| Obernai                | Bernard Fischer            |       | LR    | Robin Clauss               |       | LR    |
| Reichshoffen           | Rémy Bertrand              |       | LR    | Victor Vogt                |       | LR    |
| Reichshoffen           | Nathalie Marajo-Guthmuller |       | DVD   | Nathalie Marajo-Guthmuller |       | DVD   |
| Saverne                | Thierry Carbiener          |       | UDI   | Jean-Claude Buffa          |       | DVD   |
| Saverne                | Michèle Eschlimann         |       | UDI   | Michèle Eschlimann         |       | UDI   |
| Schiltigheim           | Danielle Diligent          |       | UDI   | Danielle Diligent          |       | UDI   |
| Schiltigheim           | Jean-Louis Hoerlé          |       | LR    | Jean-Louis Hoerlé          |       | LR    |
| Sélestat               | Marcel Bauer               |       | LR    | Charles Sitzenstuhl        |       | DVD   |
| Sélestat               | Catherine Greigert         |       | DVD   | Catherine Greigert         |       | DVD   |
| Strasbourg-1           | Mathieu Cahn               |       | PS    | Florian Kobryn             |       | EÉLV  |
| Strasbourg-1           | Suzanne Kempf              |       | PS    | Ludivine Quintallet        |       | EÉLV  |
| Strasbourg-2           | Éric Elkouby               |       | PS    | Damien Frémont             |       | EÉLV  |
| Strasbourg-2           | Martine Jung               |       | PS    | Fleur Laronze              |       | PCF   |
| Strasbourg-3           | Françoise Bey              |       | PS    | Françoise Bey              |       | PS    |
| Strasbourg-3           | Serge Oehler               |       | PS    | Serge Oehler               |       | PS    |
| Strasbourg-4           | Yves Le Tallec             |       | LR    | Anne Tenenbaum             |       | Agir  |
| Strasbourg-4           | Françoise Pfersdorff       |       | LR    | Jean-Philippe Vetter       |       | LR    |
| Strasbourg-5           | Nicolas Matt               |       | LREM  | Nicolas Matt               |       | LREM  |
| Strasbourg-5           | Françoise Buffet           |       | LREM  | Anne Reymann               |       | Agir  |
| Strasbourg-6           | Pascale Jurdant-Pfeiffer   |       | UDI   | Pascale Jurdant-Pfeiffer   |       | UDI   |
| Strasbourg-6           | Jean-Philippe Maurer       |       | LR    | Jean-Philippe Maurer       |       | LR    |
| Wissembourg            | Paul Heintz                |       | LR    | Paul Heintz                |       | LR    |
| Wissembourg            | Stéphanie Kochert          |       | LR    | Stéphanie Kochert          |       | LR    |

### Conseillers régionaux
Depuis l'élection 2021 les conseillers du Bas-Rhin et du Haut-Rhin sont regroupés sur une liste commune.
Présidence : Jean Rottner (Haut-Rhin)
|            | Parti                    | Siège |
| ---------- | ------------------------ | ----- |
| Majorité   |                          |       |
|            | LR-UDI-LC-MR-URL-LMR     | 30    |
| Opposition |                          |       |
|            | RN-CNIP-DR-LDP-PL-LAF    | 11    |
|            | LREM-TdP-MoDem-Agir      | 11    |
|            | EÉLV-PS-PCF-CÉ-GÉ-MdP-ND | 9     |

### Maires

Carte des 514 communes du Bas-Rhin au 1er janvier 2022.

| Commune                | Maire                  |  | Parti | Élection | Population |
| ---------------------- | ---------------------- |  | ----- | -------- | ---------- |
| Bischheim              | Jean-Louis Hoerlé      |  | LR    | 2014     | 18 289     |
| Bischwiller            | Jean-Lucien Netzer     |  | MoDem | 2014     | 12 211     |
| Brumath                | Étienne Wolf           |  | LR    | 2001     | 10 369     |
| Erstein                | Benoît Dintrich        |  | DVG   | 2022     | 11 076     |
| Haguenau               | Claude Sturni          |  | DVD   | 2008     | 36 070     |
| Hœnheim                | Vincent Debes          |  | LR    | 2008     | 11 413     |
| Illkirch-Graffenstaden | Thibaud Philipps       |  | LR    | 2020     | 27 339     |
| Lingolsheim            | Catherine Graef-Eckert |  | LR    | 2020     | 20 683     |
| Molsheim               | Laurent Furst          |  | LR    | 2020     | 9 328      |
| Obernai                | Bernard Fischer        |  | LR    | 2001     | 12 303     |
| Ostwald                | Fabienne Baas          |  | DVG   | 2020     | 13 492     |
| Saverne                | Stéphane Leyenberger   |  | LR    | 2013     | 11 323     |
| Schiltigheim           | Danielle Dambach       |  | LÉ    | 2018     | 34 382     |
| Sélestat               | Marcel Bauer           |  | LR    | 2001     | 19 523     |
| Souffelweyersheim      | Pierre Perrin          |  | UDI   | 2011     | 8 182      |
| Strasbourg             | Jeanne Barseghian      |  | LÉ    | 2020     | 291 709    |

## Elections

### VeRépublique

#### Élections législatives
|      |      |      |      |      |      |      |      |      | 1re                                                | 1re                                                | 2e                                                 | 2e                                                 | 3e                                                 | 3e                                                 | 4e                                                 | 4e                                                 | 5e                                                 | 5e                                                 | 6e                                                 | 6e                                                 | 7e                                                 | 7e                                                 | 8e                                                 | 8e                                                 | 9e                                                 | 9e                                                 |
| ---- | ---- | ---- | ---- | ---- | ---- | ---- | ---- | ---- | -------------------------------------------------- | -------------------------------------------------- | -------------------------------------------------- | -------------------------------------------------- | -------------------------------------------------- | -------------------------------------------------- | -------------------------------------------------- | -------------------------------------------------- | -------------------------------------------------- | -------------------------------------------------- | -------------------------------------------------- | -------------------------------------------------- | -------------------------------------------------- | -------------------------------------------------- | -------------------------------------------------- | -------------------------------------------------- | -------------------------------------------------- | -------------------------------------------------- |
| 2024 | 2024 | 2024 | 2024 | 2024 | 2024 | 2024 | 2024 | 2024 |                                                    | LÉ                                                 |                                                    | LFI                                                |                                                    | PS                                                 |                                                    | RE                                                 |                                                    | RE                                                 |                                                    | MoDem                                              |                                                    | LR                                                 |                                                    | RN                                                 |                                                    | HOR                                                |
| 2022 | 2022 | 2022 | 2022 | 2022 | 2022 | 2022 | 2022 | 2022 |                                                    | EÉLV                                               |                                                    | LFI                                                |                                                    | LREM                                               |                                                    | LREM                                               |                                                    | LREM                                               |                                                    | MoDem                                              |                                                    | LR                                                 |                                                    | HOR                                                |                                                    | HOR                                                |
| 2017 | 2017 | 2017 | 2017 | 2017 | 2017 | 2017 | 2017 | 2017 |                                                    | LREM                                               |                                                    | LREM                                               |                                                    | LREM                                               |                                                    | LREM                                               |                                                    | LR                                                 |                                                    | LR                                                 |                                                    | LR                                                 |                                                    | LR                                                 |                                                    | LREM                                               |
| 2012 | 2012 | 2012 | 2012 | 2012 | 2012 | 2012 | 2012 | 2012 |                                                    | PS                                                 |                                                    | PS                                                 |                                                    | UMP                                                |                                                    | UMP                                                |                                                    | UMP                                                |                                                    | UMP                                                |                                                    | UMP                                                |                                                    | PRV                                                |                                                    | DVD                                                |
| 2007 | 2007 | 2007 | 2007 | 2007 | 2007 | 2007 | 2007 | 2007 |                                                    | PS                                                 |                                                    | UMP                                                |                                                    | UMP                                                |                                                    | UMP                                                |                                                    | UMP                                                |                                                    | UMP                                                |                                                    | UMP                                                |                                                    | PRV                                                |                                                    | UMP                                                |
| 2002 | 2002 | 2002 | 2002 | 2002 | 2002 | 2002 | 2002 | 2002 |                                                    | PS                                                 |                                                    | UMP                                                |                                                    | UMP                                                |                                                    | UMP                                                |                                                    | UMP                                                |                                                    | UMP                                                |                                                    | UDF                                                |                                                    | UMP                                                |                                                    | UMP                                                |
| 1997 | 1997 | 1997 | 1997 | 1997 | 1997 | 1997 | 1997 | 1997 |                                                    | PS                                                 |                                                    | UDF                                                |                                                    | RPR                                                |                                                    | UDF                                                |                                                    | UDF                                                |                                                    | MDR                                                |                                                    | UDF                                                |                                                    | UDF                                                |                                                    | RPR                                                |
| 1993 | 1993 | 1993 | 1993 | 1993 | 1993 | 1993 | 1993 | 1993 |                                                    | UDF                                                |                                                    | UDF                                                |                                                    | MDR                                                |                                                    | RPR                                                |                                                    | UDF                                                |                                                    | MDR                                                |                                                    | UDF                                                |                                                    | UDF                                                |                                                    | RPR                                                |
| 1988 | 1988 | 1988 | 1988 | 1988 | 1988 | 1988 | 1988 | 1988 |                                                    | UDF                                                |                                                    | UDF                                                |                                                    | PS                                                 |                                                    | RPR                                                |                                                    | UDF                                                |                                                    | UDF                                                |                                                    | UDF                                                |                                                    | RPR                                                |                                                    | RPR                                                |
| 1986 | 1986 | 1986 | 1986 | 1986 | 1986 | 1986 | 1986 | 1986 | Scrutin proportionnel plurinominal par département | Scrutin proportionnel plurinominal par département | Scrutin proportionnel plurinominal par département | Scrutin proportionnel plurinominal par département | Scrutin proportionnel plurinominal par département | Scrutin proportionnel plurinominal par département | Scrutin proportionnel plurinominal par département | Scrutin proportionnel plurinominal par département | Scrutin proportionnel plurinominal par département | Scrutin proportionnel plurinominal par département | Scrutin proportionnel plurinominal par département | Scrutin proportionnel plurinominal par département | Scrutin proportionnel plurinominal par département | Scrutin proportionnel plurinominal par département | Scrutin proportionnel plurinominal par département | Scrutin proportionnel plurinominal par département | Scrutin proportionnel plurinominal par département | Scrutin proportionnel plurinominal par département |
| 1981 | 1981 | 1981 | 1981 | 1981 | 1981 | 1981 | 1981 | 1981 |                                                    | UDF                                                |                                                    | PS                                                 |                                                    | RPR                                                |                                                    | UDF                                                |                                                    | UDF                                                |                                                    | DVD                                                |                                                    | RPR                                                |                                                    | RPR                                                |                                                    |                                                    |
| 1978 | 1978 | 1978 | 1978 | 1978 | 1978 | 1978 | 1978 | 1978 |                                                    | UDF                                                |                                                    | RPR                                                |                                                    | RPR                                                |                                                    | UDF                                                |                                                    | UDF                                                |                                                    | UDF                                                |                                                    | RPR                                                |                                                    | RPR                                                |                                                    |                                                    |
| 1973 | 1973 | 1973 | 1973 | 1973 | 1973 | 1973 | 1973 | 1973 |                                                    | UDR                                                |                                                    | UDR                                                |                                                    | UDR                                                |                                                    | UDR                                                |                                                    | MR                                                 |                                                    | MR                                                 |                                                    | UDR                                                |                                                    | UDR                                                |                                                    |                                                    |
| 1968 | 1968 | 1968 | 1968 | 1968 | 1968 | 1968 | 1968 | 1968 |                                                    | UDR                                                |                                                    | UDR                                                |                                                    | UDR                                                |                                                    | UDR                                                |                                                    | UDR                                                |                                                    | UDR                                                |                                                    | UDR                                                |                                                    | UDR                                                |                                                    |                                                    |
| 1967 | 1967 | 1967 | 1967 | 1967 | 1967 | 1967 | 1967 | 1967 |                                                    | UD-Ve                                              |                                                    | UD-Ve                                              |                                                    | UD-Ve                                              |                                                    | UD-Ve                                              |                                                    | UD-Ve                                              |                                                    | UD-Ve                                              |                                                    | UD-Ve                                              |                                                    | UD-Ve                                              |                                                    |                                                    |
| 1962 | 1962 | 1962 | 1962 | 1962 | 1962 | 1962 | 1962 | 1962 |                                                    | UNR-UDT                                            |                                                    | UNR-UDT                                            |                                                    | UNR-UDT                                            |                                                    | UNR-UDT                                            |                                                    | MRP                                                |                                                    | UNR-UDT                                            |                                                    | UNR-UDT                                            |                                                    | MRP                                                |                                                    |                                                    |
| 1958 | 1958 | 1958 | 1958 | 1958 | 1958 | 1958 | 1958 | 1958 |                                                    | UNR                                                |                                                    | UNR                                                |                                                    | MRP                                                |                                                    | UNR                                                |                                                    | MRP                                                |                                                    | CNIP                                               |                                                    | UNR                                                |                                                    | MRP                                                |                                                    |                                                    |